# شهریور ۱۳۸۷
شهریور ۱۳۸۷، ششمین ماه سال ۱۳۸۷ هجری خورشیدی است.
آغاز آن جمعه، ۱ شهریور ۱۳۸۷ برابر با ۲۲ اوت ۲۰۰۸ میلادی است.